# Evangelische Kirche (Dönberg)

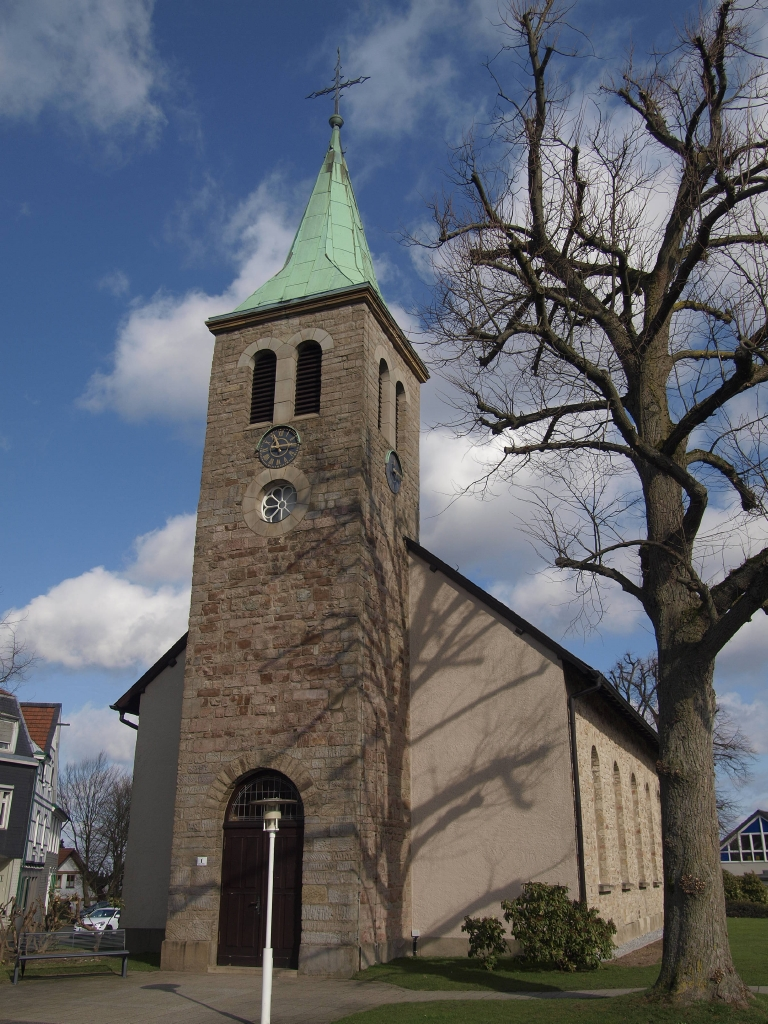
Evangelische Kirche Dönberg

Die Evangelische Kirche Dönberg ist eine evangelische Kirche im Wuppertaler Ortsteil Dönberg.

## Geschichte
Die seit jeher bäuerliche Bevölkerung Dönbergs wurde anfänglich aufgrund der protestantischen Bevölkerungsmehrheit durch die reformierte Gemeinde Langenbergs betreut. Mangels eines Siedlungskerns im hauptsächlich aus einzelnen Gehöften bestehenden Ort konnte sich auch kein eigenes Gemeindeleben bilden. Der Bau eines ersten eigenen Schulhauses 1780 ermöglichte den Dönberger Christen erstmals, am 12. Juni 1831, eine Bibelstunde abzuhalten, was als Grundsteinlegung zur späteren Bildung einer Kirchengemeinde gesehen wird. Abgehalten wurde diese Bibelstunde seitdem sonntags wöchentlich durch zwei Seminaristen der Rheinischen Missionsgesellschaft, welche die Stunde aufgrund der immer höher werdenden Anzahl von Besuchern später in eine der sechzehn Schenken Dönbergs verlegten.
Im Februar 1832 wurde erstmals der Bau einer eigenen Kapelle oder eines eigenen Gemeindehauses angedacht, was allerdings auf Grund der ärmlichen Bevölkerung nicht möglich erschien. Umfangreiche Spenden aus der Bevölkerung und auch die Mitarbeit der Gläubigen am Bau ermöglichten jedoch den Bau einer ersten Kapelle, welche am 8. Juli 1832 eingeweiht wurde. Die Kapelle fasste etwa 400 Personen und kostete 741 Taler. Da die Kapelle sich schon nach kurzer Zeit als ebenfalls viel zu klein erwies, wurde der Wunsch nach einem Anbau laut, was allerdings aufgrund der weiterhin hohen Kosten nicht möglich war. Erst aufgrund des persönlichen Einsatzes Pfarrer Johann Friedrich Beckers aus Barmen konnte 1835 ein Anbau an die Kapelle eingeweiht werden, dessen Kosten sich auf nur 335 Taler beliefen, was in erster Linie der tatkräftigen Mitwirkung der Dönberger zu verdanken war.
Nach und nach sank die Beteiligung der Dönberger am Gemeindeleben wieder, sodass außer dem Sonntagsgottesdienst keine weiteren Aktivitäten in der Kapelle bekannt waren. Daher präsentierte sich die Kapelle 1844 als unbrauchbar und sanierungsbedürftig, die Kosten hätten die eines Neubaus weit überschritten. Man beschloss, die Kapelle durch eine richtige Kirche zu ersetzen, wobei auch die Bevölkerung neues Interesse am Gemeindeleben zeigte. Großzügige Spenden aus Elberfeld und Langenberg ermöglichten die Grundsteinlegung zur neuen Kirche am 22. Juli 1845, wobei zum Zeitpunkt des Baubeginns noch nicht einmal die Hälfte der projektierten Kosten gesammelt waren. Der unebene Baugrund direkt neben der Kapelle zeigte sich zunächst als unbrauchbar, allerdings zeigte der Dönberger Gesangsverein großes Engagement für die Planierung des hügeligen Grundstückes.

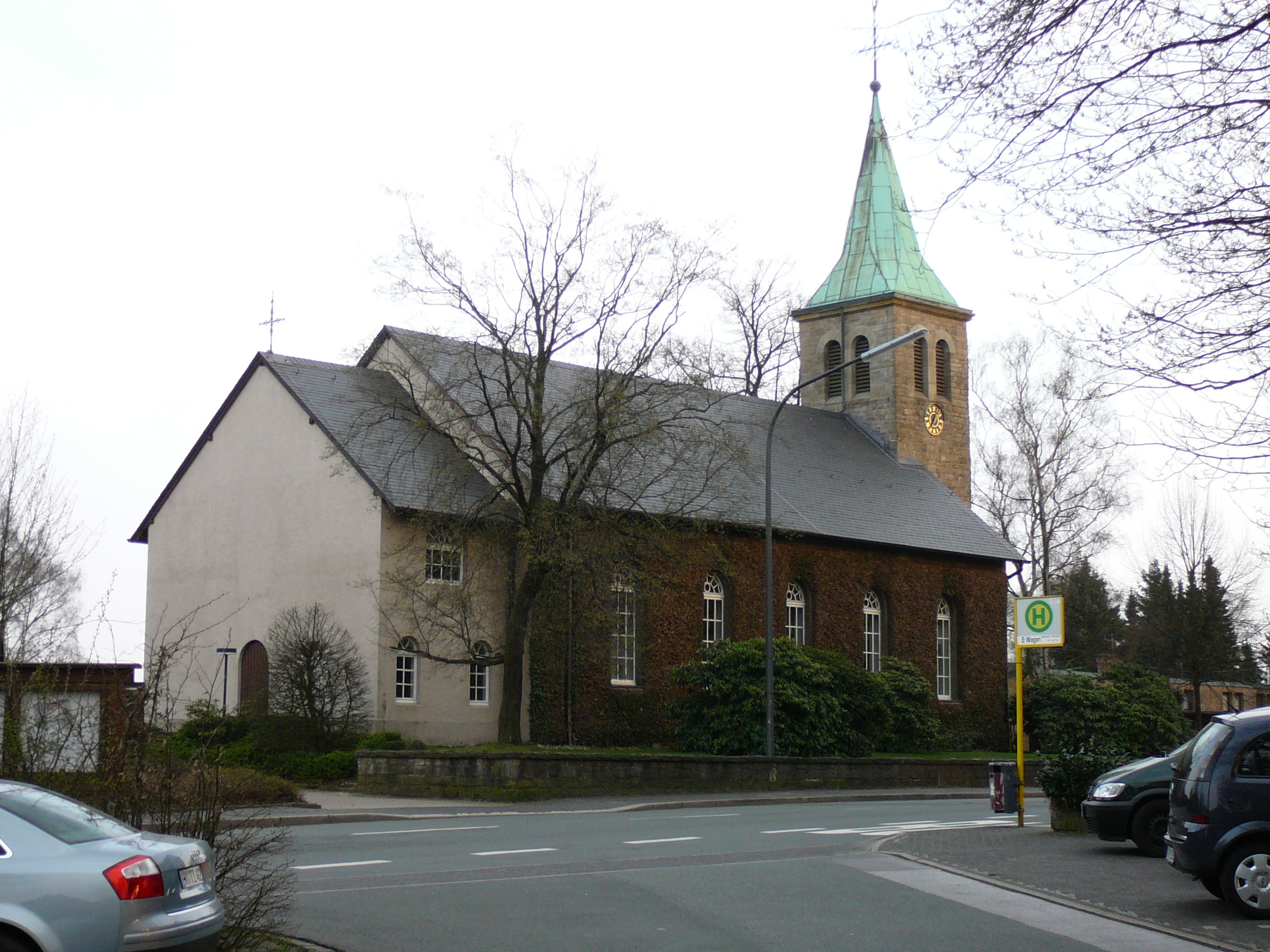
Ansicht von Norden

Am 20. August 1846 wurde das neue Gotteshaus feierlich eingeweiht. Trotz des stürmischen Wetters an jenem Tag waren die neue Kirche und die alte Kapelle bis auf den letzten Platz besetzt, und auch zwischen den Gebäuden versammelten sich dutzende Menschen, um an der Einweihungsfeier teilzunehmen; die Zahl der Besucher wird nachträglich auf 4000 geschätzt.
Mit Errichtung der Kirche bildete sich in Dönberg erstmals ein fester Siedlungskern, welcher auch heute noch den Ortskern des dörflichen Dönbergs darstellt. Die alte Kapelle wurde bis auf den jüngeren Anbau im Februar 1848 an einen Gutsbesitzer verkauft, welche sie in eine Scheune umbaute. Der jüngere Teil wurde von der Gemeinde umfangreich saniert und zu einem Gemeindesaal mit einer kleinen Wohnung im Obergeschoss umfunktioniert. 1849 beschloss man erstmals die Einrichtung eines regelmäßigen Kindergottesdienstes, einem der ersten im heutigen Wuppertal. 1859 wurde in Dönberg durch die Kirchengemeinde Langenberg ein eigenes Pfarrvikariat eingerichtet, die Abspaltung Dönbergs zur eigenen Gemeinde erfolgte 1872. 1882 erfolgte die Errichtung eines Kirchturmes mit zweistimmigem Geläut.
Die für den 23. Juli 1933 angesetzte Neuwahl des Presbyteriums brachte für die Dönberger Deutschen Christen nicht den gewünschten Erfolg; über die Hälfte der gewählten Presbyter stellte sich auf die Seite der Bekennenden Kirche. Der formelle Beitritt zur Bekenntnisgemeinschaft erfolgte durch das Presbyterium am 16. November 1934. Am 10. Mai 1940 musste die Gemeinde ihr Gemeindehaus als Schreibstube zur Verfügung stellen, die Gemeindearbeit wurde ins Pfarrhaus verlegt. Am Totensonntag 1941 wurde erstmals ein Gedenkgottesdienst für die gefallenen Gemeindemitglieder abgehalten. Der Dönberger Pfarrer musste fortan auch der Gemeinde Neviges dienen. In den letzten drei Kriegswochen wurde die Kirche beschlagnahmt und diente als Lagerhaus für Munitions- und Versorgungsgüter, wobei auch ein totes Pferd in den Kirchenbänken abgelegt wurde. Die verbliebene Kirchenglocke durfte weiterhin zu den Gottesdiensten läuten, welche fortan im Kaiserswerther Schwestern-Erholungsheim an der Horather Straße stattfanden. In den ersten Monaten nach dem Krieg wurde der Platz vor der Kirche den Gemeindemitgliedern als Kleingartenanlage vermietet, welche allerdings 1951 zugunsten der noch heute existierenden öffentlichen Spielwiese eingeebnet wurde. Eine neue Kirchenglocke ergänzte ab April 1947 das zuletzt einstimmige Geläut. Das alte Vereinshaus wurde durch ein neues Gemeindehaus am Kirchplatz ersetzt, ein frühes Werk des Wuppertaler Architekten Friedrich Goedeking, welches am 16. März 1958 eingeweiht wurde. Bis 1968 folgte ein Umbau der Kirche, wobei der Altarraum verbreitert wurde und eine moderne Heizungsanlage installiert wurde. Die Kirche bekam ein neues, dreistimmiges Geläut.
Aus „volkskundlichen, stadthistorischen und wissenschaftlichen Gründen“ steht die Dönberger Kirche seit dem 14. September 1984 unter Denkmalschutz.

## Baubeschreibung
Die Kirche ist eine schlichte, vollständig aus grobem Sandstein errichtete Saalkirche, welche in ihrer architektonischen Formensprache weitgehend den Bergischen Barock anklingen lässt, aber keiner bestimmten Stilrichtung folgt. Das 25 Meter lange Kirchenschiff wird an den Seiten von jeweils fünf schlichten Fensterachsen gegliedert und ist mit dem Chor nach Norden ausgerichtet. Der quadratische, kupfergedeckte Kirchturm beherbergt ein dreistimmiges Geläut und verfügt über eine Turmuhr an der Südseite über dem Eingangsportal. Der Innenraum wird durch die besonders helle Gestaltung mit weißen Wänden und hellen Kirchenbänken geprägt, wobei der etwas dunkler abgehobene Altarbereich hervorsticht. Eine kleine Empore mit treppenartig ansteigender Bestuhlung befindet sich an der Südseite, wo auch die Orgel untergebracht ist. Hinter dem Altarbereich befindet sich eine kleine Chorempore, welche sich über dem Sakristeibereich befindet.

### Orgel

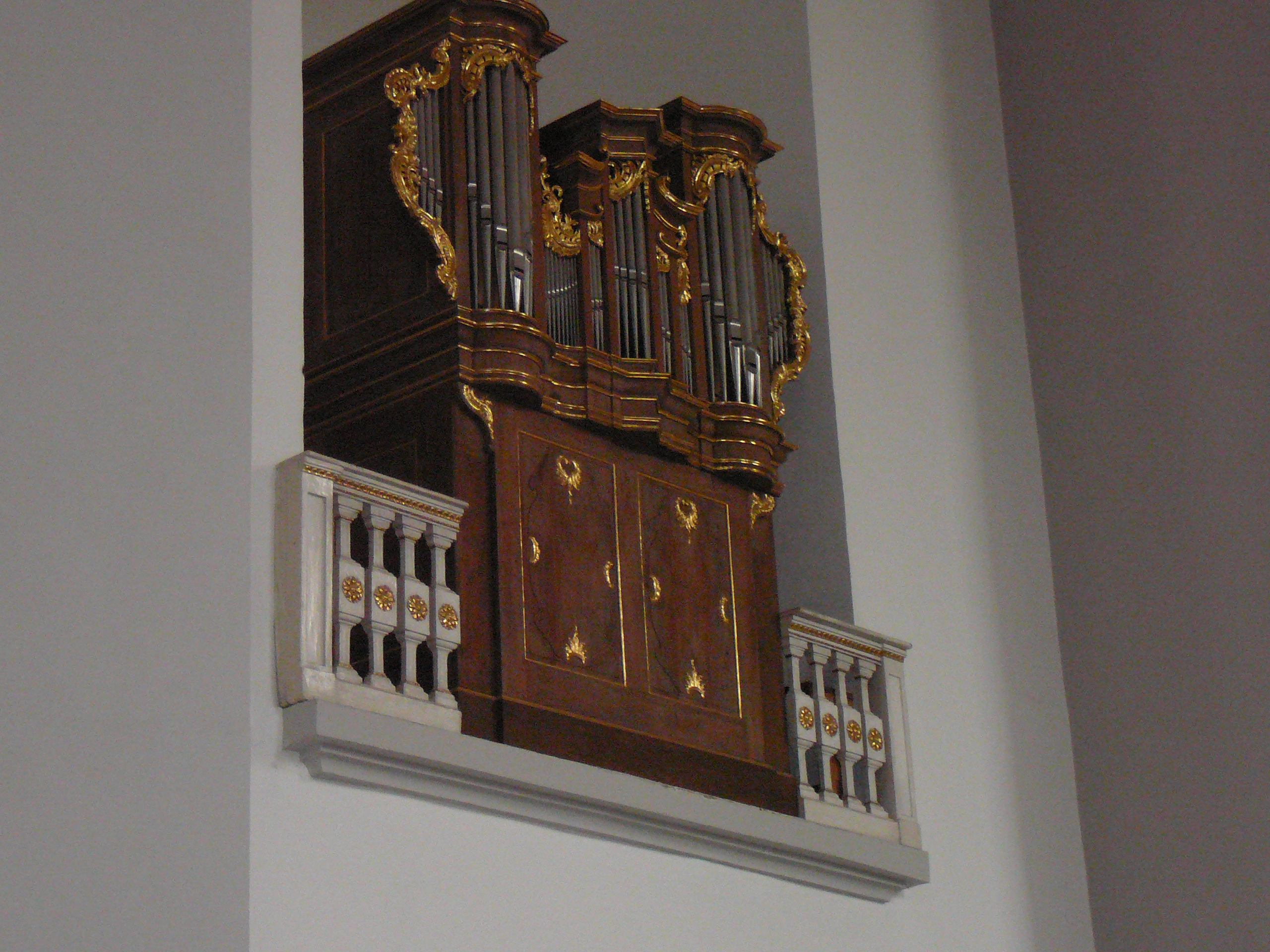
Die erste Orgel der Dönberger Kirche, heute als Chororgel in Sankt Laurentius

Eine erste Orgel für die Kirche wurde am 2. Februar 1869 durch die Gemeinde von der Reformierten Kirchengemeinde Schwelm erworben. Es handelte sich um ein einmanualiges Instrument aus der Werkstatt Jacob Engelbert Teschemachers, welches 1767 von der Schwelmer Stephanuskirchengemeinde gekauft worden war. Bis zur Einweihung der neuen Orgel am 27. Juni 1869 bediente man sich eines Harmoniums, welches später verlost wurde. 1912 wurde das Instrument von Koch in Ronsdorf generalüberholt und gereinigt, ein 16′-Subbaß wurde ergänzt. 1922 wurde die Traktur auf Pneumatik umgestellt. Den Krieg überstand das Instrument unbeschadet, die letzte Disposition blieb erhalten:
| I Manual C–g3 |           |       |
| 1.            | Principal | 8′    |
| 2.            | Flöte     | 8′    |
| 3.            | Octave    | 4′    |
| 4.            | Quinte    | 2 ⁄3′ |
| 5.            | Schwiegel | 2′    |

| II Manual C–g3 |                  |    |
| 6.             | Salicional       | 8′ |
| 7.             | Lieblich Gedackt | 8′ |
| 8.             | Praestant        | 4′ |
| 9.             | Flöte            | 2′ |

| Pedal C–f1 |        |     |
| 10.        | Subbaß | 16′ |
| 11.        | Cello  | 8′  |

- Koppeln: II/I, I/P, II/P, Superoktavkoppel II/I

Bei der Umgestaltung der Kirche wurde die Orgel an die Kirchengemeinde Herzkamp abgegeben, wo sie bis 1981 eingelagert wurde. Heute befindet sie sich in der katholischen Kirche Sankt Laurentius in Elberfeld, wo sie nach umfangreichen Sanierungsarbeiten seit 1982 als Chororgel dient.
Seit 1970 befindet sich in der Kirche eine Orgel des Hamburger Orgelbauers Alfred von Beckerath mit folgender Disposition:
| I Hauptwerk C–g3 |            |       |
| 1.               | Prinzipal  | 8′    |
| 2.               | Rohrflöte  | 8′    |
| 3.               | Octave     | 4′    |
| 4.               | Spielflöte | 4′    |
| 5.               | Nasat      | 2 ⁄3′ |
| 6.               | Waldflöte  | 2′    |
| 7.               | Mixtur IV  |       |
| 8.               | Trompete   | 8′    |

| II Rückpositiv C–g3 |                 |       |
| 9.                  | Gedackt         | 8′    |
| 10.                 | Prinzipal       | 4′    |
| 11.                 | Rohrflöte       | 4′    |
| 12.                 | Octave          | 2′    |
| 14.                 | Quinte          | 1 ⁄3′ |
| 13.                 | Sesquialtera II |       |
| 15.                 | Scharf II–IV    |       |
| 16.                 | Krummhorn       | 8′    |

| Pedal C–f1 |                  |     |
| 17.        | Subbaß           | 16′ |
| 18.        | Prinzipalbaß     | 16′ |
| 19.        | Hohlflöte        | 4′  |
| 20.        | Rauschpfeife III |     |
| 21.        | Fagott           | 16′ |

- Koppeln: II/I, I/P, II/P